# Only You (And You Alone)
〈Only You (And You Alone)〉，常简称为〈Only You〉，是著名黑人乐队派特斯于1955年唱红的一首经典流行歌曲。该曲的作者是巴克·兰姆和安迪·兰德。
派特斯首次演唱该曲并不成功，但是在1955年7月3日再次推出此曲后，获得了极大的成功。该曲在全美R&B榜单中连续7个星期位居榜首。包括约翰·列侬和林格·斯塔在内的多位歌手曾经翻唱过此曲。该曲也出现在许多好莱坞电影中，作为背景音乐；也有一些廣告、網路背景音樂喜歡用該首歌。

## 翻唱
在香港，一個十分有名的恶搞版是由刘镇伟重新填词、卢冠廷编曲，在电影中由羅家英翻唱的。

## 訛傳
網路不少有謠傳此曲有「貓王」的版本，而事實埃尔维斯·普雷斯利從未演唱過此曲。